# Prinsdom Wales
Het Prinsdom Wales (Welsh Tywysogaeth Cymru, Engels  Principality of Wales) was een prinsdom in Wales, dat bestond van 1216 tot 1542. Het prinsdom had soms als heer een prins van Wales.

## Geschiedenis
Het prinsdom werd opgericht door de Raad van Aberdyfi. Wales was nooit een politieke eenheid geweest. De bedoeling was het gezag van het noordelijke Koninkrijk Gwynedd te vestigen over kleinere zuidelijker prinsdommen, zonder dat die entiteiten overigens hun autonomie verloren. Het besluit van deze raad werd in 1218 bekrachtigd door het Verdrag van Worcester, waar Llywelyn de Grote en Hendrik III van Engeland bij aanwezig waren. Het verdrag gaf de politieke verhoudingen tussen Engeland en Wales in de dertiende eeuw goed weer. De beide gebieden maakten deel uit van het Angevinische Rijk.
Het prinsdom behield tijdens het Angevinische Rijk een groot deel van zijn autonomie, zoals zijn eigen rechtssysteem gebaseerd op het goed ontwikkelde Cyfraith Hywel en een goed werkend gerechtshof van de Aberffrawdynastie.

De situatie in 1284 met in groen het prinsdom van (Noord) Wales

Ondanks het feit dat het prinsdom officieel deel uitmaakte van het Angevinische Rijk en manschap moest geven aan de Engelse koning, bleef het als prinsdom bestaan. Het voortbestaan is gezien als bewijs dat alle elementen voor de groei van een Welshe soevereine staat aanwezig waren die, volgens historicus dr. John Davies, de facto onafhankelijk was.. Het prinsdom was volgens hem evenveel onderdeel van het Angevinsche rijk als het Koninkrijk Schotland.
De val van het prinsdom volgde op de Engelse verovering van Gwynedd en het Statuut van Rhuddlan. Dit statuut verdeelde het gebied van het prinsdom in meerdere county's. Wales werd verdeeld in het vrij kleine Engelse prinsdom Wales en de March of Wales onder de autocratische Marcher Lords. In 1284 werd Eduard II van Engeland geboren op Caernarfon Castle. Volgens de legende had Eduard I beloofd om een zoon op de troon van Wales te installeren die geen woord Engels sprak. Hij werd in Wales geaccepteerd door de Raad van Wales.
Als gevolg van de Rozenoorlogen kwamen de rechten van de Lords of de Marches in de handen van de Engelse koningen Hendrik IV van Engeland en Eduard IV van Engeland terecht. De Prince of Wales's Council bestuurde het gebied van het eigenlijke prinsdom. Na de beëdiging van Hendrik VII van Engeland in 1485 werd er een Raad van Wales en de Marches opgericht in Ludlow als regering van het Prinsdom Wales, dat rechtstreeks onder bevel stond van prins Arthur Tudor. Het bestuur van de gebieden van de Marcher Lords kwam zo bij de raad van Wales en de Marches terecht. Na de dood van deze prins Arthur bleef de Raad van Wales en de Marches de gebieden van het prinsdom beheren. Deze raad stond onder direct bestuur van de Engelse koning die zijn oudste zoon formeel deze gebieden liet besturen. In 1543 werd door Hendrik VIII van Engeland de aparte positie van de Welsh Marshes afgeschaft. De autonomie van het prinsdom Wales werd beëindigd in 1543 toen de Laws in Wales Acts werden aangenomen waarbij het Welshe en Engelse rechtssysteem tot één systeem werden gemaakt. Hierbij ging het prinsdom Wales volledig op in het koninkrijk Engeland.